# STS-134
Mise STS-134 byla posledním letem raketoplánu Endeavour . Mezi hlavní úkoly mise patřilo připojení spektrometru AMS-02 (Alpha Magnetic Spectrometer 2) a venkovní nehermetizované plošiny EXPRESS Logistics Carriers 3 k Mezinárodní vesmírné stanici . Během mise se uskutečnily 4 výstupy do kosmu. Na palubě raketoplánu měl astronaut Andrew Feustel plyšovou postavičku českého Krtečka .

## Posádka
- Mark E. Kelly (4) – velitel[5]
- Gregory H. Johnson (2) – pilot
- Andrew J. Feustel (2) – letový specialista
- Michael Fincke (3) – letový specialista
- Gregory Chamitoff (2) – letový specialista
- Roberto Vittori (3) – letový specialista (ESA)

V závorkách je uvedený dosavadní počet letů do vesmíru včetně této mise.

## Předstartovní příprava
Raketoplán Endeavour byl převezen z budovy OPF (Orbiter Processing Facility) do montážní budovy VAB (Vehicle Assembly Building) 28. února 2011. Po připojení externí nádrže ET (External Tank) a startovacích motorů SRB (Solid Rocket Booster) byla celá sestava STS-134 převezena na startovací komplex LC-39A v pátek 11. března 2011. Kontejner s nákladem byl na rampu dopraven 22. března 2011. Zkušební odpočítávání TCDT (Terminal Countdown Demonstration Test) za účasti letové posádky proběhlo 1. dubna 2011.
Start byl plánovaný na 19. dubna 2011, ale kvůli časové kolizi se startem ruské nákladní lodi Progress byl o 10 dnů odložen na 29. dubna 2011. Několik hodin před startem byl kvůli problému s APU 1 odložen na „ne dříve než“ 2. května a pak na 8. května, a později na 10. května. 6. května NASA start posunula na 16. května a délku letu prodloužila ze 14 na 16 dní.

## Průběh letu

### 1. letový den - Start
Raketoplán Endeavour STS-134 odstartoval do kosmu 16. května 2011 ve 12:56:28 UTC (14:56:28 SELČ). Po navedení na oběžnou dráhu byly otevřeny dveře nákladového prostoru, vyklopena parabolická anténa pro pásmo Ku, aktivován manipulátor SRMS a kosmonauti udělali základní kontrolu nákladového prostoru.

### 2. letový den - Kontrola tepelné ochrany raketoplánu
Posádka provedla standardní kontrolu tepelné ochrany raketoplánu pomocí senzorů OBSS (Orbiter Boom Sensor System), několik motorických manévrů pro přibližování k ISS a další přípravy na spojení (instalace sbližovací kamery, vysunutí stykovacího mechanizmu).

### 3. letový den - Připojení ke stanici ISS
Po několika závěrečných sbližovacích manévrech se raketoplán Endeavour připojil k Mezinárodní kosmické stanici ISS ve středu 18. května 2011 ve 12:14 SELČ. Ještě téhož dne byla plošina ELC-3 vyzdvižena z nákladového prostoru raketoplánu a pomocí staničního manipulátoru SSRMS nainstalována na nosník P3 na ISS.

### 4. letový den - Instalace AMS na ISS
Spektrometr AMS-02 byl pomocí SRMS a SSRMS nainstalován na nosník S3 stanice ISS. Kosmonauti se také připravovali na výstup EVA-1.

### 5. letový den - Výstup EVA-1
První výstup do kosmu (EVA-1) v rámci mise STS-134 uskutečnili Feustel a Chamitoff 20. května 2011. Kosmonautům se podařila výměna experimentu MISSE (7A a 7B za 8) na ELC-2, instalace osvětlovacího reflektoru na S3, uchycení ochranného překrytu na rotačním spoji SARJ S3, odvětrání potrubí amoniakové chladicí smyčky na nosníku P6 a montáž antén na modul Destiny. Nestihli jen plánované zapojení kabeláže k novým anténám, protože ve skafandru Grega Chamitoffa přestal fungovat senzor oxidu uhličitého a řídicí středisko rozhodlo výstup předčasně ukončit. Výstup EVA-1 nakonec trval celkem 6 hodin a 19 minut.

### 6. letový den - Cílená kontrola tepelné ochrany raketoplánu
Hlavní akcí šestého letového dne byla cílená inspekce tepelné ochrany raketoplánu pomocí senzorů OBSS. Byla zaměřena na jednu oblast spodní strany raketoplánu, která podle snímků z ISS vykazovala poškození ochranných dlaždic a technici na Zemi potřebovali další data pro vyhodnocení závažnosti situace. Po dokončení měření bylo z řídicího střediska oznámeno, že poškození není nebezpečné a tepelná ochrana raketoplánu je vyhovující pro bezpečné přistání.

### 7. letový den - Výstup EVA-2
Výstup EVA-2 proběhl 22. května 2011. Feustel a Fincke promazali otočný kloub SARJ na P3, nainstalovali držák na S1, doplnili amoniak do chladicí smyčky na P6 a promazali úchop manipulátoru Dextre. Výstup trval 8 hodin a 7 minut.

### 8. letový den - Odlet Sojuzu TMA-20 od ISS
V noci z 23. na 24. května 2011 odletěla část posádky Expedice 27 (Kondraťjev, Nespoli, Colemanová) v lodi Sojuz TMA-20 od ISS a úspěšně přistála na Zemi (24. května 2011 ve 4:27 SELČ). Při odletu kosmonauti ze Sojuzu snímkovali stanici s připojeným raketoplánem Endeavour STS-134.

### 9. letový den - Drobné opravy vybavení ISS
Kosmonauti se věnovali drobným opravám vnitřního vybavení ISS a také přípravám výstupu EVA-3. Měli také pár hodin osobního volna.

### 10. letový den - Výstup EVA-3
Výstup EVA-3 proběhl 25. května 2011. Hlavním úkolem výstupu byla montáž soklu PDGF (Power and Data Grapple Fixture) na ruský modul Zarja (aby tam mohl v budoucnu překročit staniční manipulátor SSRMS). Kosmonauti Feustel a Fincke také natáhli a zapojili řadu napájecích a datových kabelů mezi modulem Zarja, novým soklem PDGF a příslušnými konektory na modulu Unity a na hlavním nosníku stanice. To zajistilo nejen aktivaci PDGF, ale také redundantní napájení ruského segmentu stanice z amerického energetického systému. Kromě toho kosmonauti dokončili zapojování nových EWC antén na modulu Destiny (nedodělek z EVA-1), nasnímali infračervenou kamerou experiment STP-H3 na plošině ELC3 a nainstalovali tepelnou izolaci na úchyt vysokotlakého zásobníku (také na ELC3). Výstup EVA-3 trval 6 hodin a 54 minut.

### 11. letový den - Závěrečná kontrola tepelné ochrany raketoplánu
Už jedenáctý letový den, ještě u ISS, proběhnla závěrečná kontrola tepelné ochrany raketoplánu, protože nástavec OBSS byl následně při EVA-4 uskladněn na stanici k případnému budoucímu využití.

### 12. letový den - Výstup EVA-4
Cílem výstupu EVA-4 dne 27. května 2011 bylo především uložení OBSS na hlavní nosník stanice, sejmutí PDGF z P6, jeho výměna za EFGF (Electric Flight Grapple Fixture) na OBSS a uvolnění náhradní mechanické ruky manipulátoru Dextre. Všechny tyto úkoly Fincke a Chamitoff splnili. Výstup EVA-4 trval 7 hodin a 24 minut. Během výstupu byla překročena hranice 1000 hodin celkové doby montážních výstupů na ISS.

### 13. letový den - Oprava zařízení CDRA
Třináctý letový den byl věnován opravě zařízení CDRA (Carbon Dioxide Removal Assembly) a také přenášení nákladu mezi raketoplánem a kosmickou stanicí.

### 14. letový den - Rozloučení posádek
V neděli 29. května 2011 bylo dokončeno přenášení nákladu. Dráha stanice byla zvýšena cca o 1 km pomocí RCS motorků raketoplánu Endeavour. Všech šest členů posádky raketoplánu Endeavour STS-134 pak opustilo stanici ISS a byly uzavřeny všechny průlezy.

### 15. letový den - Odlet raketoplánu od stanice ISS
Raketoplán Endeavour STS-134 se odpojil od stanice ISS 30. května 2011 v 5:55 SELČ. Raketoplán nejprve provedl standardní oblet stanice a pak se dočasně vzdálil na několik kilometrů. Odtud se ale začal opět přibližovat zpět k ISS v rámci testu STORRM (Sensor Test for Orion Relative Navigation Risk Mitigation) k ověření navigačního vybavení vyvíjené pilotované lodi Orion. Teprve poté raketoplán odletěl do bezpečné vzdálenosti od stanice.

### 16. letový den - Přípravy na přistání
Posádka raketoplánu udělala testy systémů raketoplánu, potřebné pro návrat na Zemi a provedla i další nezbytné činnosti před přistáním (úklid kabiny, zaklopení parabolické antény pro pásmo Ku).

### 17. letový den - Přistání na KSC
Raketoplán Endeavour STS-134 přistál při první plánované příležitosti na letišti SLF (Shuttle Landing Facility) na Kennedyho vesmírném středisku dne 1. června 2011 v 8:34:51 SELČ. Úspěšným přistáním skončila poslední cesta raketoplánu Endeavour do kosmu. Během 19 let služby Endenavour uskutečnil celkem 25 kosmických misí, při kterých vykonal 4677 oběhů kolem Země a v kosmu strávil dohromady 299 dní.